# Охрамієвицька сільська рада
Охрамі́євицька сільська́ ра́да — адміністративно-територіальна одиниця та орган місцевого самоврядування в Корюківському районі Чернігівської області. Адміністративний центр — село Охрамієвичі.

## Загальні відомості
Охрамієвицька сільська рада утворена у 1947 році.
- Територія ради: 103,34 км²
- Населення ради: 1 044 особи (станом на 2001 рік)

## Населені пункти
Сільській раді підпорядковані населені пункти:
- с. Охрамієвичі
- с. Лупасове
- с. Романівська Буда

## Склад ради
Рада складається з 12 депутатів та голови.
- Голова ради: Мисник Віктор Дмитрович
- Секретар ради: Намовець Маргарита Василівна

### Керівний склад попередніх скликань
| Прізвище, ім'я, по батькові   | Основні відомості                                                                     | Дата обрання | Дата звільнення |
| ----------------------------- | ------------------------------------------------------------------------------------- | ------------ | --------------- |
| Черниш Володимир Васильович   | Сільський голова, 1948 року народження, член Народної партії                          | 26.03.2006   | 15.12.2008      |
| Єрмоленко Сергій Анатолійович | Сільський голова, 1967 року народження, член Всеукраїнського об'єднання «Батьківщина» | 03.05.2009   | 31.10.2010      |
| Тарасенко Віктор Васильович   | Сільський голова, 1959 року народження, освіта незакінчена вища, безпартійний         | 31.10.2010   | 24.02.2014      |
| Мисник Віктор Дмитрович       | Сільський голова, 1977 року народження, освіта середня загальна, безпартійний         | 26.10.2014   |                 |

Примітка: таблиця складена за даними сайту Верховної Ради України

### Депутати
За результатами місцевих виборів 2010 року депутатами ради стали:

#### За суб'єктами висування
| Суб'єкт висування | Кількість обраних депутатів | %    |
| ----------------- | --------------------------- | ---- |
| Самовисування     | 8                           | 66,7 |
| Партія регіонів   | 4                           | 33,3 |

#### За округами
| № округу        | Прізвище, ім'я, по батькові   | Дата визнання обраним | Освіта             | Партійна приналежність                        | Відомості про обраного депутата                           |
| --------------- | ----------------------------- | --------------------- | ------------------ | --------------------------------------------- | --------------------------------------------------------- |
| Партія регіонів |                               |                       |                    |                                               |                                                           |
| 7               | Яковець Володимир Іванович    | 05.11.2010            | середня            | позапартійний                                 | пенсіонер                                                 |
| 10              | Мисник Віктор Дмитрович       | 05.11.2010            | середня            | позапартійний                                 | Корюківський держлісгосп Тихонівське лісництво, працівник |
| 11              | Грукало Ольга Олександрівна   | 05.11.2010            | середня            | позапартійна                                  | Корюківський Терцентр, соц.працівник                      |
| 12              | Білий Олександр Олександрович | 05.11.2010            | середня спеціальна | позапартійний                                 | СТОВ «Дружба», водій                                      |
| Самовисування   |                               |                       |                    |                                               |                                                           |
| 1               | Наумовець Маргарита Василівна | 05.11.2010            | вища               | позапартійна                                  | Охрамієвицька с/рада, секретар                            |
| 2               | Пилипець Любов Олександрівна  | 05.11.2010            | вища               | позапартійна                                  | Охрамієвицька загальноосвітня школа І-ІІІ ст., директор   |
| 3               | Черниш Катерина Павлівна      | 05.11.2010            | вища               | член Всеукраїнського об'єднання «Батьківщина» | Корюківське МУВГ, головний фахівець                       |
| 4               | Науменко Тетяна Василівна     | 05.11.2010            | вища               | позапартійна                                  | Охрамієвицька с/рада, головний бухгалтер                  |
| 5               | Мартинович Надія Дмитрівна    | 05.11.2010            | вища               | позапартійна                                  | Перелюбське споживче товариство, завідувачка магазину     |
| 6               | Сергійко Віталій Васильович   | 05.11.2010            | вища               | позапартійний                                 | Охрамієвицька загальноосвітня школа І-ІІІ ст., вчитель    |
| 8               | Лупас Володимир Васильович    | 05.11.2010            | вища               | позапартійний                                 | тимчасово не працює                                       |
| 9               | Сергійко Раїса Андріївна      | 05.11.2010            | вища               | член Всеукраїнського об'єднання «Батьківщина» | Охрамієвицька с/рада, спеціаліст                          |